# Sergej Makoveckij
Sergej Vasiljevič Makoveckij (rusky Серге́й Васильевич Маковецкий; * 13. června 1958, Kyjev) je ruský herec ukrajinského původu.

## Kariéra
Vyrostl v neúplné rodině, vychovávala ho matka. V dětství se věnoval atletice, krasobruslení a vodnímu pólu a k divadlu se dostal z donucení, když v závěrečném ročníku základní školy účinkoval ve večeru z děl Alexandra Nikolajeviče Ostrovského. Tehdy se ale pro divadlo nadchnul.
Po skončení školy a jednom roce, kdy pracoval v divadle jako kulisák, vystudoval Ščukinovo moskevské divadelní učiliště (1976–1980) a po jeho ukončení se stal členem souboru Divadla Jevgenije Vachtangova v Moskvě, kde nastudoval například Jaga v Othellovi, Antona Antonoviče Skvoznika-Dmuchanovského v Revizorovi, Ivana Petroviče Vojnického ve Strýčku Váňovi atd. Hostoval v Divadle mladého diváka, v divadle Sovremennik (Higgins v Pygmalionu) nebo v Divadle Romana Vikťuka (mj. role Dmitrije Šostakoviče ve hře Uroki mastěra).

### Filmová kariéra
Brzy začal získávat i role ve filmu, první hlavní role dostal ve filmech Ekipaž mašiny bojevoj (Posádka bojového vozu) a Ja, syn trudovogo naroda (Já, syn pracujícího lidu). V tomto filmu podle románu Valentina Katajeva hrál postavu Semjona Kotka, v nich ale neměl mnoho úspěchů. V roce 1990 natočil hlavní roli Borji Siňuchajeva ve filmu Leonida Filatova Sukiny děti. Výrazně se ale prosadil v 90. letech, zejména díky filmu Makarov, kde zahrál postavu básníka Makarova, který si náhodně zakoupil pistoli stejnojmenné značky. Hlavní role hrál také v Pjese dlja passažira a ve filmu Čornaja vual a v mezinárodní koprodukci Le Violon de Rothschild mu patřila role skladatele Dmitrije Šostakoviče. Dostával také mnoho záporných rolí, až se stal jejich typickým představitelem, nabídku hrát masového vraha Čikatila ale ostře odmítl.
V roce 2004 patřil k hvězdám thrilleru 72 metrů, v roli vědce Černěnka, kterou scenárista psal přímo pro něj. Nikita Michalkov si ho vybral do důležité role prvního porotce ve své adaptaci filmu Dvanáct rozhněvaných mužů, zasazené do současnosti a nazvané Dvanáct. Znovu se pak k Michalkovovi vrátil ve dvou válečných pokračováních Unaveni sluncem 2: Odpor a Unaveni sluncem 2: Citadela. Hrál také titulní roli Dušky v nizozemsko-ruském filmu Duska a významná byla jeho role otce Alexandra Ionina ve válečném filmu Pop podle stejnojmenného románu Alexandra Segeně. Pro Makoveckého to bylo další setkání s režisérem Vladimirem Chotiněnkem, který režíroval též Makarova a seriál Gibel imperii. Dalším z režisérů, s nimiž častěji spolupracuje, je Alexej Balabanov (např. komedie Žmurki).
V televizi sehrál například kapitána armádní rozvědky Alexandra Něstěrovského v seriálu Gibel imperii (Zánik impéria), nebo oceňovanou roli ředitele Georgije Berkutova v inscenaci Dělo gastronoma No. 1 (Případ lahůdkářství č. 1).
Od roku 2004 několikrát propůjčil svůj hlas postavě Knížete kyjevského v sérii animovaných příběhů z ruské bohatýrské historie.

## Osobní život
Je ženatý, s manželkou Jelenou, se kterou se seznámil při natáčení filmu Ja, syn trudovogo naroda, vyženil syna Denise a dceru Uljanu.

## Ocenění

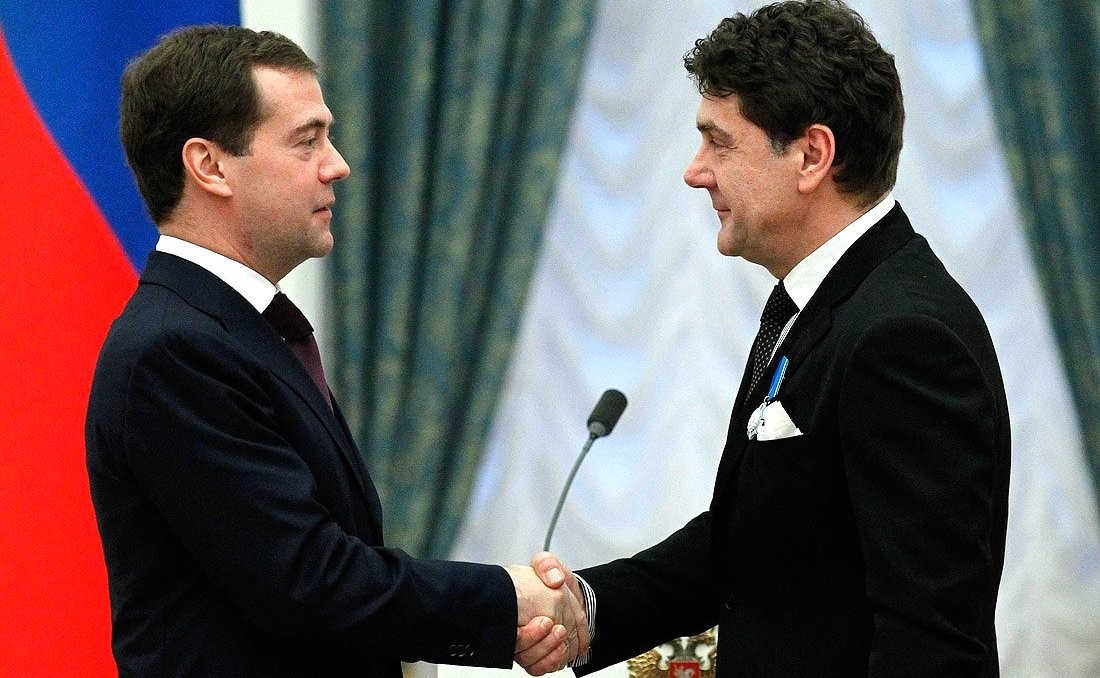
Sergej Makoveckij přebírá Řád cti od prezidenta Dmitrije Medveděva (prosinec 2010).

V roce 1992 obdržel titul zasloužilý umělec Ruské federace a v roce 1998 titul národní umělec Ruské federace. V roce 2010 byl vyznamenán Řádem cti za zásluhy o rozvoj občanské kultury a umění.
Za roli ve filmu Makarov (1994) dostal cenu Nika a ruskou národní filmovou cenu Zlatý beran. Niku pak dostal ještě za vedlejší roli ve filmu Ključ ot spalni v roce 2004 a dohromady je jejím laureátem celkem pětkrát.
V roce 2000 získal cenu pro nejlepšího herce na divadelním festivalu Baltický dům v Petrohradě za roli Kovrina v dramatizaci Čechovova Černého mnicha nastudované Divadlem mladého diváka, za tuto roli získal též Státní cenu Ruské federace (2001) a divadelní cenu Racek.
Za ztvárnění role otce Alexandra Ionina ve filmu Pop vyznamenal patriarcha moskevský a celé Rusi Kirill.
Role ředitele Georgije Berkutova ve filmu Dělo gastronoma No. 1 mu v roce 2013 vynesla televizní cenu Zlatý orel.

## Filmografie
- Vzjať živym (1982) – rozvědčík Alexandr Proletkin
- Ekipaž mašiny bojevoj (1983) – Griša Čumak
- Ja, syn trudovogo naroda (1983) – Semjon Kotko
- Polosa prepjatstvij (1984)
- Zavěščanie (1985)
- Žizň Klima Samgina (televizní seriál, 1986) – Dmitrij Samgin
- Posvjaščonnyj (1989) – Ljocha
- Sukiny děti (1990) – Borja Siňuchajev
- Černov (1990)
- Rebjonok k nojabrju (1992)
- Prorva (1992)
- Patriotičeskaja komedia (1992)
- Naš amerikanskij Borja (1992) – Boris
- Trockij (1993) – Lev Sedov
- Maleňkije čelověčki Bolševistskogo pěreulka, ili Choču piva (1993)
- Makarov (1993) – Alexandr Sergejevič Makarov
- Pribytie pojezda (1994)
- Pesa dlja passažira (1994)
- Letnije ljudi (1994)
- Čornaja vual (1994)
- Le Violon de Rotschild (1996) – Dmitrij Šostakovič
- Operacija 'S novym godom' (televizní film, 1996) – beznadějně nemocný
- Tři příběhy (Tri istorii, 1997) – Tichomirov
- Sočiněnije ko dňu pobedy (1998) – Čičevikin
- Retro vtrojom (1998) – Sergej
- Pro urodov i ljuděj (1998) – Johan
- Kapitánská dcerka (Kapitanskaja dočka, 2000)
- Brat 2 (2000) – Bělkin
- Mechaničeskaja sjuita (2001) – Pljuganovskij
- Tretij variant (2003)
- Ključ ot spalni (2003) – Ivanickij
- 72 metrů (72 metra, 2004) – Černěnko
- Aljoša (Aljoša Popovič i Tugarin Změj, 2004)
- Žmurki (2005) – Koron
- Gibel imperii (televizní seriál, 2005) – Alexandr Michailovič Něstěrovskij
- Mně ně bolno (2006) – lékař
- Russkaja igra (2007) – Švochněv
- Něvaljaška (2007) – Semjonyč
- Likvidace (Likvidacija, televizní seriál, 2007) – Fima Polužid
- Karnavalnaja noč 2, ili 50 let spusťa (2007) – Sergej Sergejevič Kabačkov
- Ilja Muromec i Solovej Razbojnik (2007)
- Dvanáct (Dvenadcať, 2007) – 1. porotce
- Duska (2007) – Duška
- Ja sčitaju: raz, dva, tri, četyre, pjať (2007) – Dmitrij Kratkov
- Žij a nezapomínej (Živi i pomni, 2008)
- Isajev (televizní seriál, 2008)
- Pop (2009) – otec Alexandr Ionin
- Čudo (2009)
- Unaveni sluncem 2: Odpor (Utomljonnyje solncem 2: Predstojanie, 2010) – Lunin
- Tri bogatyrja i Šamachanskaja carica (2010)
- Unaveni sluncem 2: Citadela (Utomljonnyje solncem 3: Citadela, 2011) – Lunin
- Dělo gastronoma No. 1 (televizní film, 2011) – ředitel Georgij Berkutov
- Samyj lučšij film 3-DE (2011)
- Pjotr Pervyj. Zavešanije (televizní seriál, 2011) – kníže Alexandr Danilovič Menšikov
- Věčnoje vozvraščenije (2012)
- Dívka a smrt (Het Meisje en de Dood, 2012) – starý Nikolaj Borodinskij
- Žizň i suďba (2012) – Štrum